# ضحايا هجمات 11 سبتمبر

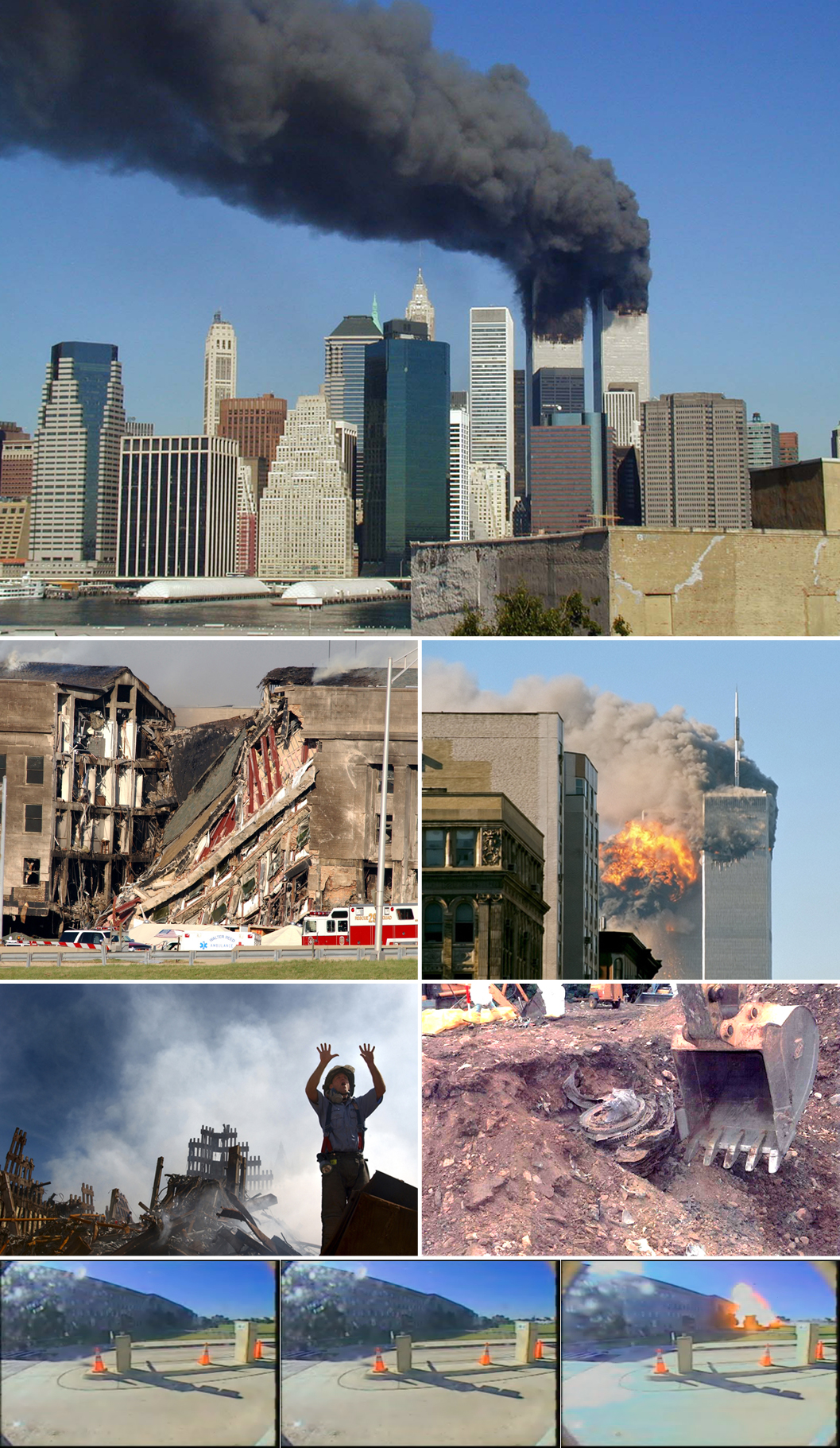
مجموعة صور تُظهر هجمات الحادي عشر من سبتمبر؛ حيثُ يَظهر في الأعلى مركز التجارة العالمي وهو يحترق بينما يظهرُ في الصورة الموالية (حسب عقارب الساعة) تحطّم الرحلة 175 في البرج الجنوبي وكذا عمليّة استرداد أحد محركات الرحلة 93 بالإضافةِ إلى بعض اللقطات من فيديو استهداف مبنى البنتاغون وصورة أخرى تُبرز إطفائيًا يدعو عُمّال إنقاذ آخرين من أجلِ المساعدة فضلًا عن صورة أخيرة تُظهر الجزء الغربي من مبنى البنتاغون.

قُتل في هجمات 11 سبتمبر 2001 ما مجموعهُ 2977 شخصًا (مع استثناء 19 خاطِفًا) فيما أُصيب أكثر من 6000 آخرين. بشكلٍ أدق؛ توفيّ 265 شخصًا كانوا على مثنِ الطائرات الأربع – بما في ذلك المهاجِمون – على الفور فيما مات 2660 في مركز التجارة العالمي والمنطقة المحيطة بها بينما مات 125 آخرين في البنتاغون. اعتُبرت سلسلة الهجمات هذه «أكثر الأعمال الإرهابية دمويّة» في تاريخ العالم؛ كما عُدّّت الهجوم الأجنبي الأكثر تدميرا على أراضي الولايات المتحدة منذ الهجوم على بيرل هاربور في 7 كانون الأول/ديسمبر 1941.
معظم الذين لقوا حتفهم كانوا من المدنيين باستثناء 343 من رجال الإطفاء و71 من ضباط إنفاذ القانون الذين لقوا حتفهم في مركز التجارة العالمي الواقع في مدينة نيويورك، ومسؤول آخر عن إنفاذ القانون توفيّ عندما تّحطّمت طائرة الخطوط الجوية المتحدة رقم 93 بالقرب من شانكسفيل بولاية بنسلفانيا، بالإضافةِ إلى 55 من الأفراد العسكريين الذين لقوا حتفهم في البنتاغون وبالتحديدِ في مقاطعة أرلينغتون بفرجينيا، ثمّ المهاجمين التسعة عشر الذين لقوا حتفهم على متن الطائرات الأربع. إجمالاً؛ قُتل 2605 مواطنًا أمريكيًا من بينهم 2135 مدنياً مُقابل مقتل 372 مواطنًا غير أمريكيٍّ (باستثناء الجناة الـ 19) وهو ما يمثل حوالي 12% من العدد الإجمالي لحصيلة القتلى. لقد قُتل خلال الهجمات أشخاص من أكثر من 90 دولة؛ بما في ذلك المملكة المتحدة (67 حالة وفاة)، جمهورية الدومينيكان (47 حالة وفاة) والهند (41 حالة وفاة).
تأكّد وفاة 2974 ضحية كإحصائية أولية صدرت بعد الهجمات؛ وبحلول عام 2007 بدأت بعض الجهات في مدينة نيويورك في احتسابِ أشخاص ماتوا بسبب «أمراض ناتجة عن الهجوم» حيثُ تمّ ضمّ العدد للقائمة الرسمية للقتلى. أول ضحية فارقت الحياة بسببِ «الأمراض الناجمة عن الهجوم» هي محامية وكانت قد تُوفيّت بسبب مرضٍ مزمنٍ في الرئة في شُباط/فبراير 2002. بحلول أيلول/سبتمبر 2009؛ أضاف أحدُ المكاتب المعنيّة بتتبع ضحايا الهجوم للقائمة رجلاً فارقَ الحياة في تشرين الأول أكتوبر 2008، كما أُضيف للقائمة أيضًا محاسبٌ ماليٌّ تُوفيّ في كانون الأول/ديسمبر 2010. رفعت هذه الإحصائيات عدد الضحايا في موقع مركز التجارة العالمي إلى 2753 قتيلًا بينما بلغَ إجمالي القتلى 2996 شخصًا.

## الإخلاء
لم تكن معظم المباني الشاهقة في الولايات المتحدة في ذلك الوقت مُصمَّمة للإخلاء التام أثناء «الأزمات» حتى بعد تفجير مركز التجارة العالمي عام 1993؛ أمّا في حالة الحرائق فكان يُطلب من الأفراد البقاء في مكاتبهم ما لم يكونوا بالقربِ من أرضيّة مشتعلة. يحتوي مبنيا مركز التجارة العالمي على ثلاثة سلالم في قلب كل برج؛ وكانت بطول المباني التي عرضها اثنان إلى 44 بوصة فيما بلغَ عرض السلّم الثالث 56 بوصة.
أشارت تقارير بعض وسائل الإعلام في وقتِ الهجمات إلى أن عشرات الآلاف ربما يكونون قد لقوا مصرعهم على اعتبارِ أن المكان المُستهدف كان يستقبل في الأيّام العادية حوالي 100,000 شخص داخل الأبراج وأكثر من ذلك خارجها. لقد تراوحت تقديرات عدد الأشخاص في البرجين التوأمين عند الهجوم يوم الثلاثاء الموافق لـ 11 أيلول/سبتمبر 2001 ما بينَ 14,000 و19,000 فيما قَدّر المعهد الوطني للمعايير والتقنية أن حوالي 17,400 مدنيًا كانوا في مجمع مركز التجارة العالمي وقت الهجمات.
 في حين أشارت جهات أخرى إلى أن عدد الأشخاص في البرجين التوأمين بحلول الساعة 10:30 من يوم الهجوم كانوا 14,154.
في مقابلات مع 271 ناجيًا؛ وجدَ الباحثون في عام 2008 أن حوالي 8.6% فقط قد هربوا فور صدور التنبيه بوقوع الهجوم بينما ظل حواليّ 91.4% في انتظار انتظار مزيدٍ من المعلومات أو القيام بمهمة إضافية واحدة على الأقل (جمع متعلقات/الاتصال بالعائلة وما إلى ذلك). أظهرت المقابلات أيضًا أن 82% من الذين تم إجلاؤهم توقفوا مرة واحدة على الأقل أثناء نزولهم وذلكَ بسبب الازدحام على الدرج أو لأخذ قسطٍ من الراحة أو بسبب الظروف البيئية (الدخان؛ الحطام؛ النار؛ الماء وما إلى ذلك).

### البرج الشمالي
في اللحظات التي أعقبت اصطدام الطائرة بالبرج الشمالي؛ واجهَ ما يقرب من 8000 شخص في الطوابق تحت نقطة الاصطدام (من الطابق 93 إلى الـ 99) «سيناريو مروعًا»؛ حيث لم يتمّ تصميم أبراج مجمع مركز التجارة العالمي لتسهيل عمليات الإجلاء الجماعي ولم يكن هناك في كل برج سوى ثلاثة سلالم ضيقة هذا عدى عن أن شدّة الاصطدام تسبّبت في انغلاق الكثير من الأبواب فيما تحطّمت أخرى وحُجبت بالرُّكام. حُوصرَ الكثير من الناس داخل المبنى وتعذر على المنقذين الوصول لكلّ الضحايا.
بدأ كثيرٌ من الناس في الهروبِ عبر السلالم من تلقاء أنفسهم؛ بينما اختارَ آخرون الانتظار للحصول على تعليمات من المُختصّين. تمّ إجلاء الكثير منَ الأشخاص عبرَ السلالم الموجودة في البرج الشمالي حيث وُجّهوا نحو أسفل مجمع مركز التجارة العالمي حيثُ يقع المركز التجاري. في المُقابل؛ نجى آخرون بعدما اتبعوا تعليمات العاملين في مركز التجارة العالمي والذين كانوا على علمٍ بطرق الهروب. بعد الهجوم؛ صرّح أحد الناجين لوسائل إعلام محليّة قائلًا: «تُهنَا بين الطابق الحادي عشر والطابق التاسع ... وصلنا إلى الطابق السفلي وكان هناك بعض الركام المختلطِ مع الماء. فجأةً سمعنا صوت رجلٍ يرتدي قبعة؛ فتحَ لنا الباب وكان يقول: «استمرّوا؛ فقط استمروا».»
وصلت فرق الاستجابة السريعة إلى الطابق الأرضي؛ ونُبّهوا لنشوب حريقٍ فوق الطابق 78 تم توجّهوا رفقةَ فرق المساعدة الأخرى لعينِ المكان من أجل القيامِ بعمليات الإجلاء والسيطرة على الحريق.

### البرج الجنوبي
رأى الكثير من الناس ما حدث في البرج الشمالي واختاروا الإخلاء كإجراء وقائي في البرجِ الجنوبي؛ ومع ذلك كان العائق الرئيسي لهذه العملية هو أنه ولمدة 17 دقيقة بين الرحلة 11 والرحلة 175؛ لم يتم توقّع «هجوم إرهابي جديد» ونتيجة لذلك قامت السلطات في البرج الجنوبي بنشرِ كلمةٍ عبر نظام الاتصال الداخلي للناس في المبنى وحراس الأمن طالبةً منهم البقاء في مكاتبهم. في رسالة هاتفية أرسلها أحدُ الضحايا لزوجته؛ كان يُمكن سماع صوت أحد عناصر الأمر يقول عبر مكبّرٍ للصوت: «هل لي بانتباهكم من فضلكم. لقد حدثَ «شيءٌ» في المبنى الأول وإذا استدعت الظروف فقد نبدأُ في عمليّة إخلاء منظم.» في المُقابل؛ قالَ مسؤول توصيل الطرود أنه سمع صوت التحطم الأول قبل أن يسمع السلطات وهي تقول أيضًا عبر مكّبر الصوت: «المبنى آمن! المكان الأكثر أمانًا هو في الداخل ... ابقوا هادئين ولا تغادروا.» لقد تجاهل البعض رسالة التحذير هذه وحاولوا المغادرة من تلقاء أنفسهم لكنّ السلطات في داخل المبنى طلبت منهم العودة إلى طوابقهم. في محادثة إذاعية مُسجّلة وذلك بعد حوالي دقيقتين من هجوم الطائرة الأولى؛ قالَ مدير البرج الجنوبي: «لن أفعل أيّ شيء حتى نتلقى أوامر من إدارة الإطفاء أو من «شخصٍ ما»» وذلك على الأرجح من أجل تجنب الاكتظاظ في الساحة والذين كان سيؤدي إلى إبطاء عمليات الإخلاء والإنقاذ في البرج الشمالي.
على الرغمِ من التحذيرات؛ واصلَ الآلاف من الناس محاولاتهم للهروب من البرج الجنوبي الذي كان يضمّ 2000 شخصًا ما بين ردهة سكاي لوبي في الطابق 78 وسطح المراقبة في الطابقين 107 و110. كان من بين الألفانِ حواليّ 1100 في الطوابق التي تشغلها شركة أي أو أن للتأمين (وبالتحديدِ في الطوابق 92 و98 إلى 105). شرعَ إريك أيزنبرغ – وهو أحد المديرين التنفيذيين في شركة أي أو إن للتأمين – في إخلاء أرضياتهم في غضون لحظات من الاصطدام الأوّل، كما نُفذت عمليات إجلاء مماثلة في الطوابق التي تشغلها شركة فيديسياري تراست (بالإنجليزية: Fiduciary Trust) وبالتحديدِ في الطوابق 90 و94 و97 ، وكذلك هو الحال في مكاتب بنك فوجي (بالتحديدِ في الطوابق 79-82) وشركة سي إس سي (الطابق 87)، وشركة أورو بروكرز (بالإنجليزية: Euro Brokers) في الطابق 84. طلبَ المدراء التنفيذيون – مثل آيزنبرغ – من موظفيهم أخذ الدرج لأسفل إلى سكاي لوبي في الطابق 78 حيثُ يمكنهم أخذُ مصعد سريع إلى الطابق الأرضي ومن ثمّ الخروج من المبنى.
بين الساعة 8:46 صباحًا و09:00 صباحًا أيضًا؛ نجحَ حوالي 1400 شخص في إخلاء الطوابق العليا من البرج الجنوبي بينما ظلّ هناك قرابة 600 شخص. في لحظة اصطدام الرحلة رقم 175؛ كانَ هناك ما يقدر بنحو 200 شخص قد احتشدوا في ردهة سكاي في الطابق 78 وكانوا في انتظار المصاعد السريعة. تسبّب الهجوم هذه المرّة في وفاة جميع الأشخاص المتواجدين هناك.

### فندق مركز التجارة العالمي
أثناءَ عمليات الإخلاء للبرجين الأكبر حجمًا؛ تم استخدام الفندق المكون من 22 طابقًا كمدرج للإجلاء لحوالي 1000 شخص. بدأت أغلبية الضيوف في الفندق – والذين بلغ عددهم 940 حسبَ السجّلات – بالإخلاء بعد سماع سفّارات الإنذار؛ بينما لم يفعل البعض ذلك على الفور حيث ذكر ضيفٌ واحدٌ على الأقل أنه استيقظ على أول طائرة تصطدم بالبرج الشمالي كما سمعَ صوت اصطدام الطائرة الثانية بالبرج الجنوبي قبل أن يتوجّه لمشاهدة الأخبار ثمّ استحم وارتدى ملابسه وجمع متعلقاته قبل أن يُغادر المنطقة بعد مشاهدتهِ للبرج الجنوبي وهوَ ينهار. تمّ توجيه الضيوف وغيرهم ممن تم إجلاؤهم عبر الفندق بواسطة بعض الموظفين هناك من خلال حانة الفندق التي تُودي مباشرةً إلى شارع ليبرتي.

### المنطقة المحيطة
بمجرد أن تمّ ضرب كلا البرجين؛ سرعان ما انتشر أمرُ إخلاء البرج الشمالي ليشمل ليس فقط مجمع مركز التجارة العالمي بأكمله بل معظم المباني الشاهقة في مانهاتن والمناطق المحيطة بها أيضًا. استمر إجلاء الموظفين من الأبراج الشمالية والجنوبية عبر الساحة وعبر الردهة كما تمّ توجيه الأشخاص الذين تم إجلاؤهم من البرج الشمالي إلى أماكن بعيدة عن منطقة الهجوم فيما تمّ توجيه الأشخاص الذين تم إجلاؤهم من البرج الجنوبي عبر مسارٍ منفصلٍ تفاديًا للازدحام.
لتخفيف الازدحام داخل المدينة ومعالجةِ الأشخاص الذين تم إجلاؤهم والمدنيين؛ استُخدمت القوارب والعَبَّارات لإجلائهم من مانهاتن. بعض القوارب كانت تتبعُ لخفر السواحل فيما كانت أخرى مدنية أو تابعة لشركات خاصّة تصرفت بشكلٍ مستقلٍ أو بعد الحصول على إذنٍ من خفر السواحل الذين أمروا السفن في البداية بالوقوف ثم طلبوا من جميع القوارب المتاحة المُشاركة في عمليّات النقل والإجلاء.

## الناجين
لم ينجُ أحدٌ من الذين كانوا في الطوابق التي اصطدمت بها الطائرة مباشرة في البرج الشمالي، بينما تحدثت بعض التقارير الصحفيّة عن نجاة الكثير ممن وصلوا إلى الطابق 22 على الرغمِ من انهيار البرج.
نجحَ 14 شخصًا فقط في الهروب من منطقة التصادم في البرج الجنوبي (الطوابق من 77 إلى 85) بعد أن صدمتها الرحلة 175؛ ولم يتمكّن سوى أربعة أشخاص من الفرار من الطوابق الموجودة فوق مكان الارتطام. لقد نجحَ بعضُ الأفراد في الهروب من البرج الجنوبي باستخدام الدرج «أ» في الركن الشمالي الغربي؛ وهو الدرج الوحيد الذي لم يتأثر جرّاء الهجوم. يعتقد المحققون أن الدرج أ بقي ثابتًا حتى انهار البرج الجنوبي في تمام الساعة 9:59 صباحًا؛ وَنظرًا لصعوبات التواصل بين فرق الإنقاذ وشرطة نيويورك حينها لم يكن الغالبيّة على دِراية بأن الدرج «أ» ظل صامدًا فطلبوا من الموجودين البقاء في أماكنهم وانتظار وصول المُساعدة.

### بعد الانهيار
بعد انهيار الأبراج؛ هربَ فقط 23 فردًا كانوا داخل أو أسفل الأبراج بما في ذلك 15 من عُمّال الإنقاذ. عُثر على ناجٍ آخر في تحتّ أنقاض البرج الشمالي بعد مرور حوالي 27 ساعة من انهياره. نجا عدد غير معروف من الأشخاص من الانهيار الأولي؛ بينما دُفن بعضهم تحت الأنقاض ولم يتمّ إنقاذهم في الوقتِ المناسب. لقد تمكّن البعض من إنقاذ أنفسهم بأنفسهم من خلالِ «التسلّق» عبر الأنقاض، فيما أُنقذ آخرون عبر فرق المساعدة التي كانت تعملُ على الحفر داخل الحطام والاستماع إلى أصوات الناجين من أجل إخراجهم بأمان.

### ما بعد
اعتبارًا من 28 أيلول/سبتمبر 2008؛ تمّ علاج ما مجموعه أكثر من 33,000 من ضباط الشرطة ورجال الإطفاء وأفراد المجتمع من الإصابات التي لحقت بهم جرّاء هجمات 11 سبتمبر في مدينة نيويورك بما في ذلك أمراض الجهاز التنفسي ومشاكل الصحة العقلية مثل اضطرابات ما بعد الصدمة والاكتئاب، أمراض الجهاز الهضمي كما تمّ علاج ما لا يقل عن 4166 حالات سرطان قيل إنّ لها علاقة بالهجوم.
نجح الإعلامي والكوميدي الأمريكي جون ستيوارت وآخرون في الضغط من أجل إصدار قانون أقرّه الكونغرس في عام 2015 والذي يمدد بشكل دائم مزايا الرعاية الصحية للمتضررين جرّاء هجوم الحادي عشر من سبتمبر. لقد استمرّت دعوة ستيوارت بشأن هذه القضية حتى عام 2019؛ ففي حزيران/يونيو من نفسِ العام أدلى الكوميدي الأمريكي بشهادتهِ أمام الكونجرس نيابة عن أول 11 من المتضرّرين الذين لم يحصلوا على مَزايا الرعاية الصحية المناسبة من صندوق تعويض الضحايا. خلال الشهادة؛ انتقدَ جون ستيوارت مؤسّسة الكونغرس وتعاملها مع الضحايا واصفًا ما تقومُ به «بالمخزي والعار».

## الوفيات

### مركز التجارة العالمي

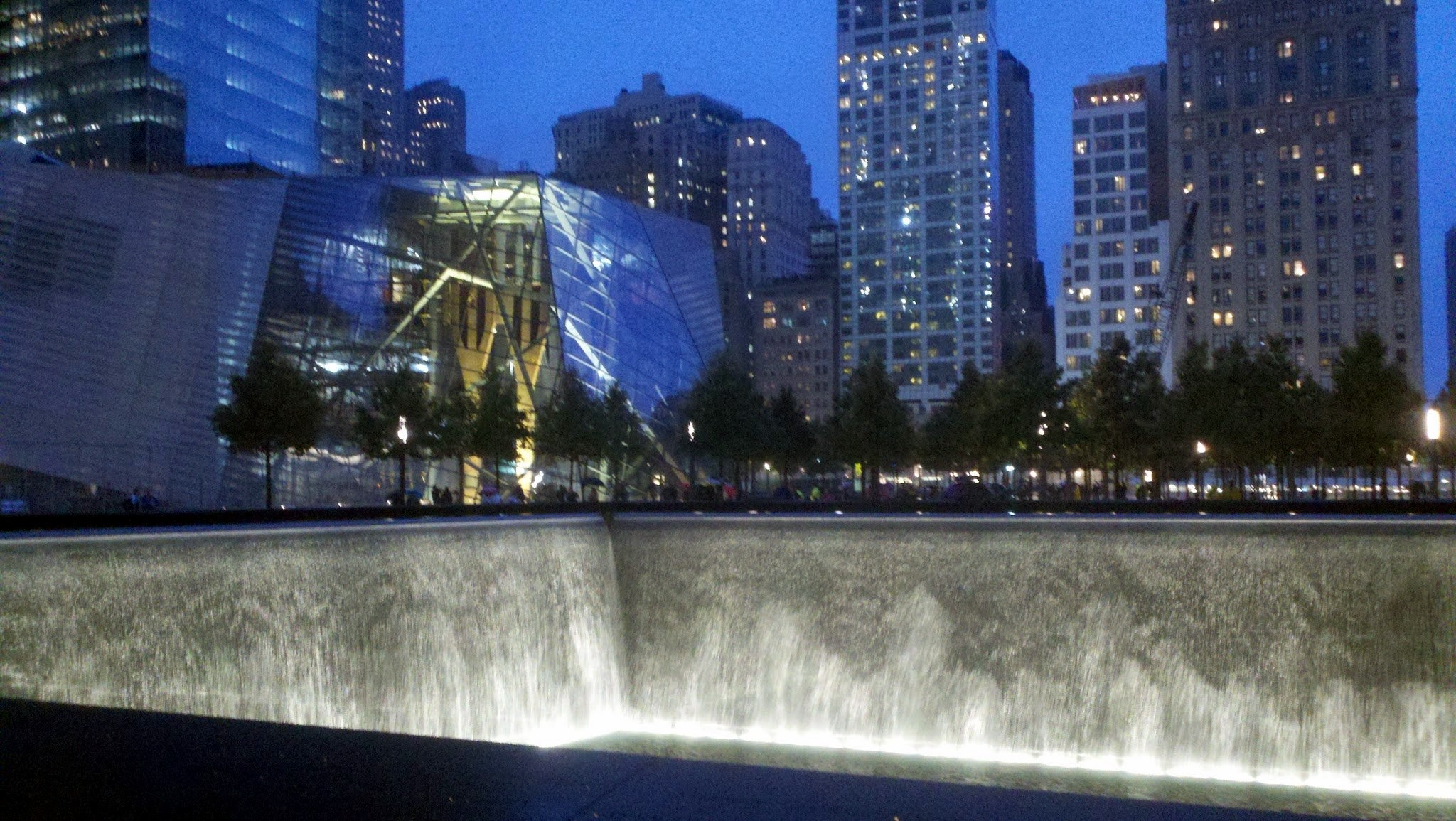
نافورة 11 سبتمبر التذكارية

قُدّر عددُ الأشخاص الذين كانوا في مركز التجارة العالمي وعلى الأرض بحوالي 2606 شخصًا وذلك خلالَ الهجمات على مركز التجارة العالمي وما تلاها من انهيار. من أصلِ 2606 شخص؛ كان هناك 2192 مدنيًا بما في ذلك عددٌ من المسعفين من وحدات المستشفيات الخاصة؛ 343 عضوًا في إدارة إطفاء مدينة نيويورك؛ و71 من ضباط إنفاذ القانون بمن فيهم 23 من أعضاء شرطة نيويورك و37 من أعضاء إدارة شرطة هيئة ميناء باد؛ وخمسة أعضاء من مكتب ولاية نيويورك لإنفاذ الضرائب؛ وثلاثة ضباط من مكتب ولاية نيويورك لإدارة المحكمة؛ وحارسٌ يتبعُ إدارة مكافحة الحرائق في مدينة نيويورك؛ وأحد أعضاء مكتب التحقيقات الفيدرالي وعضوٌ واحدٌ من دورية حريق نيويورك وعضو واحد أيضًا في الخدمة السرية. بلغَ متوسط عمر القتلى في مدينة نيويورك 40 عامًا؛ بينما كانت أصغرُ ضحيّة تبلغُ من العمرِ 18 عامًا وأكبرها 79 عامًا.

#### البرج الشمالي
تُوفيّ 1402 شخص في أو فوق الأرضيات التي تأثرت في الهجوم على البرج الشمالي. وفقًا لتقرير اللجنة؛ فقد قُتل المئات على الفور بسبب التأثير بينما تُوفيّ آخرون بقوا محاصرين في الطبقات العلويّة التي انهارت بهم فيما بعد. عُثر على عددٍ قليلٍ من الأشخاص أحياء تحت الأنقاض بعد انهيار الأبراج؛ ولم يكن أيّ من هؤلاء من الأفراد الذين كانوا متواجدين في منطقة التصادم.
قُتل خلال الهجوم جون بي أونيل بعدما كان يُحاول إنقاذ أشخاصٍ من البرج الشمالي. جون كان رئيسًا للأمنِ في مركز التجارة العالمي حينها وهو المساعد السابق لمدير مكتب التحقيقات الفيدرالي الذي ساعدَ في القبض على مُفجّر مركز التجارة العالمي عام 1993 المدعو رمزي يوسف. خسر بنكُ كانتور فيتزجيرالد إل بي (بالإنجليزية: Cantor Fitzgerald LP) الذي كان يتواجدُ في الطوابق من 101 إلى 105 في مركز التجارة العالمي 658 موظفًا وهو عددٌ أكثر بكثير مما خسره أيّ صاحب عمل آخر أو أيّ شركة أخرى، فيما فقدت شركة مارش (بالإنجليزية: Marsh Inc) الواقعةِ مباشرةً أسفل كانتور فيتزجيرالد إل بي في الطوابق من 93 إلى 100 (موقع اصطدام الرحلة رقم 11) 295 موظفًا و63 مستشارًا، أمّا ريسك ووترز (بالإنجليزية: Risk Waters) وهي منظمة أعمال كانت تعقدُ مؤتمرًا تحتَ عنوان نافذة على العالم (بالإنجليزية: Windows on the World) في ذلك الوقت فقد فقدت 81 شخصًا.

#### البرج الجنوبي
قُتل 614 شخصًا في أو فوق أرضيات الاصطدام في البرج الجنوبي. من المعروفِ أنَّ 18 شخصًا فقط تمكنوا من الفرار باستخدام الدرج ألف (بالإنجليزية: Staircase A) قبل انهيارِ البرج الجنوبي ومن المعروف أيضًا أن 11 شخصًا آخر قُتلوا في الطبقات تحت منطقة الاصطدام بعد أن ضَربت الخطوط الجويّة المتحدة الرحلة 175 البُرج الجنوبي. تُشير لجنة 9/11 إلى أن هذه البيانات هي دليلٌ على أن الإخلاء تحت مناطق الاصطدام (وتُسمّى أيضًا منطقة التأثير) كان ناجحًا مَا سمح لمعظم الناس بالإجلاءِ بأمانٍ قبل انهيار مركز التجارة العالمي.

#### فندق المركز
لا يُوجد رقمٌ محددٌ عن عددِ الوفيات التي حدثت داخل الفندق؛ حيث إن الكثيرين الذين لجأوا إلى الفندق أثناء وبعد انهيار البرج الجنوبي كانوا محميين بواسطة الحُزم المُعزٍّزة التي ركبتها سلطة الميناء بعد تفجير عام 1993. يُعتقد أن اثنين على الأقل من موظفي الفندق قد لقيا حتفهما أثناء الانهيار حيث كانا خارج المنطقة الآمنة.

#### المصاعد
قدّر تقريرٌ لصحيفة يو إس إيه توداي أن حوالي 200 شخصًا قد لقوا حتفهم داخل المصاعد بينما فرَّ 21 منهم فقط. لم تُستهدف المصاعد بشكلٍ مباشرٍ أثناء الهجمات؛ لكنها تدمرت أو تعطلت بسببِ شدّة الاصطدام والحرائق اللاحقة ما أدى إلى تقطّع السبيل بمن هم داخلها. روى أحدُ النّاجين أنه تعيّن عليهم فتحُ فجوةٍ ضيقةٍ بين أبواب المصاعد المُتعطّلة للهروبِ عبر الدرج.

#### السقوط
قبل انهيار البرجين التوأمين؛ سقطَ ما قُدّر بنحو 200 شخص من على الأبراج المحترقة ثم اصطدمت أجسادهم بقوّة على في الشوارع وعلى أسطح المباني المجاورة على بُعدِ مئات الأقدام. لا تتجاوزُ سُرعة السقوطِ من فوق تلك المباني 150 ميلًا في الساعة؛ ومع ذلك فهي سرعة كافية للتسبّبِ في الوفاة المباشرة عند الاصطدام ولكنها غيرُ كافية للتسبّبِ في فقدانِ الوعي طوال السقوط الفعلي. إنَّ مُعظم من سقطَ من فوق مركز التجارة العالمي كانوا مواطنين قد قفزوا من البرج الشمالي؛ بل شُوهد مدني يسقطُ من ارتفاعٍ كبيرٍ على رجلِ إطفاءٍ – تُوفيّ في وقتٍ لاحق – بالقربِ من تقاطع شارعي الغرب وليبرتي في حوالي الساعة 9:30 صباحًا بالتوقيت المحلّي.
حسب بعض الشهود؛ فإنَّ العديد من الأشخاص الذين سقطوا من الأبراج قد قفزوا عن عمدٍ ما تسبّب في وفاتهم، بما في ذلك الشخص الذي أصبحَ معروفًا باسمِ الرجل الساقط. حسبَ تقرير المعهد الوطني للمعايير والتقنية؛ فقد تُوفيّ 104 من الأشخاص الذي قفزوا من فوق المباني أو من الطبقات العليا. يقولُ المعهد في تقريرهِ «إنَّ مشهد وصوت هؤلاء الأفراد الذين يسقطون من الأبراج ثم يتحطّمون مثل البيض على الأرض قد روَّع العديد من الشهود وأصابهم بالصدمة.» في المُقابل؛ حاول بعضُ الأشخاص المتواجدين فوقَ طوابق الاصطدام شقّ طريقهم صعودًا نحو السطح على أمل إنقاذهم من قِبل طائرات الهليكوبتر لكنّ الدخان الكثيف والحرارة الشديدة منعت هذه الأخيرة من الهبوط فوق السطح.

#### نظريات المؤامرة
على عكسِ بعض نظريات المؤامرة حول تحذيرِ اليهود من عدم الذهاب إلى العمل في ذلك اليوم؛ فإنَّ عدد اليهود الذين ماتوا في الهجمات قُدّر بين 270 و400 شخص بناءً على «أنساب القتلى» وتحقيقات بعض الصُحف ومراكز الأبحاث في وقتٍ لاحق.

### البنتاغون

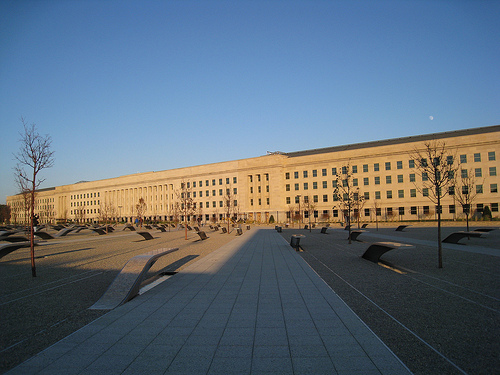
نصب البنتاغون التذكاري لتكريمِ ضحايا الهجوم على البنتاجون في 11 أيلول/سبتمبر.

قُتل 125 شخصًا يعملون في البنتاغون معظمهم من جيش الولايات المتحدة أو من البحرية الأمريكية. من بين هذه الوفيات؛ كان هناك 70 مدنيًا بمن فيهم 47 موظفًا بالجيش وستة متعاقدين وستة من موظفي البحرية وثلاثة من متعاقدي البحرية وسبعة من موظفي وكالة الاستخبارات الدفاعية ومتعاقد واحد مع مكتب وزير الدفاع، بينما هناك 55 من أعضاء في القوات المسلحة للولايات المتحدة بما في ذلك 33 بحارًا و22 جنديًا. يُعتبر الفريق تيموثي مود نائب رئيس أركان الجيش أعلى مسؤولٍ عسكري يُقتل في الهجوم على البنتاغون. ويُعدّ الهجوم على البنتاغون في الحادي عشر من سبتمبر هو الهجوم الأجنبي الأول والأكثر دموية على واشنطن العاصمة منذ حرقِ البريطانيين للعاصمة الأمريكية خلال حرب عام 1812.

### الطائرات الأربع
تسبّب الهجوم في مقتلِ 265 شخصًا على متنِ الطائرات الأربع المُهاجمة؛ بينهم 87 مدنيًا (بما في ذلك 11 من أفراد الطاقم) والخاطفين الخمسة على متنِ طائرة الخطوط الجوية الأمريكية الرحلة 11 و60 مدنيًا (بينهم 9 من أفراد الطاقم) والخاطفين الخمسة على متن رحلة الخطوط الجوية المتحدة الرحلة 175 و59 راكبًا مدنيًا (بما في ذلك 6 من أفراد الطاقم) والخاطفين الخمسة على متن طائرة الخطوط الجوية الأمريكية الرحلة 77 و39 مدنيًا (بينهم 7 من أفراد الطاقم) وضابطٌ في المؤسسة الأمريكية للأسماك والحياة البرية، وأربعة من المختطِفين على متن الخطوط الجوية المتحدة الرحلة 93. كانَ من بين القتلى ثمانية أطفال: خمسةٌ على متن طائرة الخطوط الجوية الأمريكية رقم 77 حيثُ كانت تتراوح أعمارهم بين 3 إلى 11 سنة، وثلاثة في رحلة طيران الخطوط الجوية المتحدة رقم 175 تتراوح أعمارهم بين 2 و3 و4 سنوات. كان أصغرُ الضحايا طفلًا يبلغُ من العمرِ عامين ونصف في الرحلة 175 أمّا أكبرهم فكان مسافرًا يبلغُ من العمرِ 85 عامًا في الرحلة 11. كان من بين القتلى المنتج التلفزيوني ديفيد أنجل الذي شاركَ في إنشاء المسرحية الهزلية فرايجر، والممثلة بيري بيرنسون، وقد قُتل كلاهما على متن الرحلة 11 بالإضافةِ إلى الصحفيّة باربرا أولسون التي هي زوجةُ المحامي العام للولايات المتحدة ثيودور أولسون وقد فارقت الحياة على متن الرحلة 77.

### القتلى الأجانب

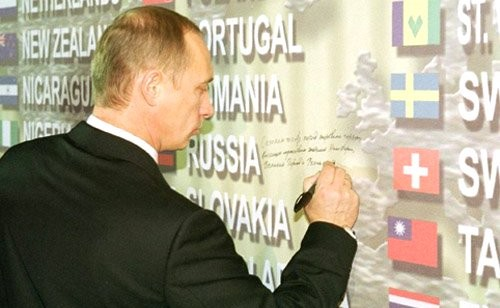
الرئيس الروسي فلاديمير بوتين يُوقِّع على جدار عزاءٍ للقتلى الأجانب في الحادي عشر من سبتمبر

باستثناء التسعة عشر مُرتكبًا للهجوم؛ تُوفيّ عدّة أشخاص من 77 دولة مختلفة يمثلون أكثر من 12% من إجمالي عدد الوفيات في الهجمات. كان نصفهم تقريبًا من البريطانيين أو الدومينيكان أو الهنود أو من كوريا الجنوبية. سجلت مقاطعة برمودا وأقاليم ما وراء البحار البريطانية أكبر عددٍ من الوفيات للفرد الواحد في الهجوم على مركز التجارة العالمي هذا بدون حساب حالات الازدواجيّة في الجنسية.
هذه قائمة بجنسيّة ضجايا هجوم الحادي عشر من سبتمبر

### بعد الهجمات
خلال الهجمات وبعدها؛ كانت هناك كميّةٌ كبيرةٌ من الأتربة السَّامة والحُطام والرماد ما تسبّب في مشاكل صحية طويلة المدى للناجين. لقد كان هناك انتشارٌ لمواد سامَّة مثل الرصاص والزئبق في الهواء بينما لم يكن يرتدِ الناجون أيّ أجهزة وقاية أو أجهزة تنفس. أُفيد في عام 2018 أنَّ ما لا يقل عن 15 من عُملاء مكتب التحقيقات الفيدرالي قد ماتوا في وقتٍ لاحقٍ بسبب السرطان وذلك بسببِ أدوارهم عندَ التحقيق في الهجوم. علاوة على ذلك؛ أفاد المديرُ الطبيّ للبرنامج الصحي بمركزِ التجارة العالمي في مستشفى ماونت سيناي في عام 2018 أنه من بين حوالي 10,000 من المستجيبين الأوائل وغيرهم ممن كانوا في مكان الهجوم وأصيبوا بالسرطان نتيجة لذلك؛ توفي أكثر من 2000 منهم بسببِ الأمراض الناجمة عن الهجمات. أبلغت جمعيّة رجال الإطفاء في نيويورك الكبرى عن أكثر من 170 حالة وفاة لرجالِ إطفاء بسبب الأمراض التي تسبّب فيها هجوم الحادي عشر من سبتمبر وأنَّ ما يقربُ من 1 من 8 رجال إطفاء كانوا في منطقة الهجوم قد أُصيبوا بالسرطان. في نفسِ الجانب؛ تُوفيّ 221 من رجال الشرطة على الأقل في السنوات القليلة التي تلت عام 2001 بسبب أمراض مرتبطة بالهجمات في وعلى مدينة نيويورك.

## الأدلة الجنائية
عملت السلطات الأمريكيّة على التعرف على هوية الحمض النووي للضحايا من خلال مقارنة البصمات الوراثيّة للعينات المرجعية مع تلك التي حصلوا عليها من المتعلقات الشخصيّة (فرشاة أسنان، مشط شعر وما إلى ذلك) التي قدمتها أسر الضحايا أو من العينات البيولوجية التي حُصل عليها من الأقارب مباشرة؛ ومع ذلك فقد تسبّبت الحرارة الشديدة والتلوث الناجم عن انهيارِ المباني في تحلل بعض الحمض النووي فأصبحَ غيرُ صالحٍ للاستعمال، بل تدهورت بعضُ العيّنات لأن بعض أجزاء الجسم ظلّت في الأنقاض لمدة 8 إلى 10 أشهر. استجابة لهذا؛ ابتكرَ مكتبُ الطبيب الشرعي والمكاتب الطبيّة الأخرى تقنيات جديدة لمعالجة شظايا العظام؛ وقالت وكالة أسوشيتيد برس «إن مكتب الطبيب الشرعي لديه حوالي 10,000 قطعة مجهولة من العظام والأنسجة التي لم يُتمَكّن من مطابقتها بقائمة الموتى.» في الواقع؛ عُثر على شظايا عظام لبعضِ الضحايا في عام 2006 وذلك أثناء تحضيرِ وتجهيزِ العُمَّال لمبنى بنك دويتشه التالف للهدم.

### الهويّات
اعتبارًا من 11 أيلول/سبتمبر 2012؛ قُدِّم ما مجموعهُ 2753 شهادة وفاة تتعلق بالهجمات. من هؤلاء؛ تمَّ التعرفُ على 1588 شخص (58%) عن طريق مكتب الطب الشرعي بمساعدةٍ من الرفات المادي الذي كان قد جُمع من قبل. وفي 17 نيسان/أبريل 2013؛ عُثر على رفاتِ خمس جثثٍ جديدةٍ بعد غربلة النفايات في جزيرة ستاتن. حينها قال الطبيبُ الشرعي إنه تم العثور على أدلةٍ على وجود ضحية مُحتملة للهجمات بعد يومين من حصولها. في 21 حزيران/يونيو 2013؛ أضاف مكتبُ الطبيب الشرعي ضحيّةً جديدةً لقائمة ضحاياه التي حسبها من قبل والتي بلغ عددها 1637. يتعلَّقُ الأمر بامرأةٍ تبلغُ من العمر 43 عامًا وقد أُضيفت للقائمة بعد نتيجة اختبار الحمض النووي؛ لكن وبناءً على طلبِ الأسرة لم يُكشف عن اسمِ السيّدة. في 5 تمّوز/يوليو 2013؛ أضاف مكتب الطبيب الشرعي رجل إطفاء جديد لقائمة رجالات الإطفاء الذين فارقوا الحياة خلال الهجوم. يتعلّقُ الأمرُ هذه المرّة بالمقدم جيفري فالز الذي كان يبلغُ من العمرِ 37 سنة وقد انتُشلَ رفاته بعد أشهرٍ من الهجوم ليكون بذلك الضحية رقم 1638 التي تمَّ التعرّفُ عليها من قِبل مكتب الطب الشرعي.